# Kreisarchiv Ostprignitz-Ruppin
1952 entstanden aus Teilen der alten Kreise Ostprignitz und Ruppin die Kreise Neuruppin, Kyritz und Wittstock. In der Kreisreform des Landes Brandenburg wurden sie 1993 zum heutigen Landkreis Ostprignitz-Ruppin zusammengefasst.
Im Kreisarchiv Ostprignitz-Ruppin befinden sich alle Bestände der Kreise und der dazugehörigen Gemeinden. Es ist zuständig für das Archivgut der Altkreise Neuruppin, Kyritz und Wittstock von 1952 bis 1993 und ab 1993 für das Archivgut des Landkreises Ostprignitz-Ruppin.

## Bestand
Der Bestand des Kreisarchivs  des Landkreises Ostprignitz-Ruppin erstreckt sich über:
- Aktenbestände der Altkreise Neuruppin, Kyritz, Wittstock
- der Städte Neuruppin, Fehrbellin, Lindow, Rheinsberg, Wittstock/Dosse, Freyenstein, Kyritz, Wusterhausen/Dosse, Neustadt/Dosse
- Gemeinden der Altkreise Neuruppin, Kyritz, Wittstock
- Bestände der Wirtschaft (Landwirtschaft, Handwerk/Gewerbe/Industrie)
- Unterlagen von Gesundheitseinrichtungen
- Meldeunterlagen und Kreismeldekartei der Altkreise Neuruppin, Wittstock
- Schulunterlagen
- Unterlagen von Parteien, Massenorganisation
- Unterlagen des Militärpolitischen Kabinetts

Der Aktenbestand des Landratsamtes Neuruppin dehnt sich im Wesentlichen auf die Zeit von 1800 bis 1952 aus. Dieser Bestand befindet sich im Brandenburgischen Landeshauptarchiv Potsdam.

### Sammlungen

#### Zeitungen
- Gemeinnütziger Anzeiger; Märkische Zeitung; Lindower Zeitung; Märkische Volksstimme; Märkische Allgemeine Zeitung  Kyritzer Tageblatt, Dosse Kurier, Ruppiner Tageblatt; Ruppiner Anzeiger; Kreisblatt des Kreises Ostprignitz-Ruppin.

#### Amtsdrucksachen
- Bundesgesetzblätter; Gesetze- und Verordnungsblätter; Amtsblätter für das Land Brandenburg; Amtsblatt für den Kreis Ostprignitz-Ruppin; DDR-Gesetzblätter.

#### Karten und Pläne
- Neuruppin (17. Jahrhundert bis 1948); Kyritz (1820 bis 1945).

## Aufgabenbereich
Zum Aufgabenbereich des Kreisarchivs Ostprignitz-Ruppin gehört die Übernahme der anfallenden Verwaltungsakten, die Bewertung, Kassation, Erschließung und Auswertung von Akten, um diese für die Nutzer zugänglich zu machen. 
Interessierte Bürger können sich direkt vor Ort beraten lassen oder schriftlich (per E-Mail, Fax, Schreiben) Auskünfte erhalten.